# Яжомбка
Яжомбка (пол. Jarząbka) — село в Польщі, у гміні Вонсево Островського повіту Мазовецького воєводства.
Населення — 33 особи (2011).
У 1975-1998 роках село належало до Остроленцького воєводства.

## Демографія
Демографічна структура станом на 31 березня 2011 року:
|          | Загалом | Допрацездатний вік | Працездатний вік | Постпрацездатний вік |
| -------- | ------- | ------------------ | ---------------- | -------------------- |
| Чоловіки | 15      | 3                  | 10               | 2                    |
| Жінки    | 18      | 2                  | 6                | 10                   |
| Разом    | 33      | 5                  | 16               | 12                   |